# Милицына, Елизавета Митрофановна
Елизаве́та Митрофа́новна Мили́цына (урождённая Разуваева, иногда писала под псевдонимом Каргина); (24 апреля (6 мая) 1869, Острогожск, Воронежская губерния — 11 января 1930, Воронеж) — русская писательница, автор небольших повестей и рассказов о деревне. Публиковалась в известных изданиях, таких как «Знание» и «Русская мысль». Некоторые рассказы Милицыной переведены на английский язык.

## Биография
Родилась в семье помещичьего приказчика (мать — из семьи крепостных крестьян). Сама выучилась читать. В 1889 году вышла замуж за управляющего имением графов Толстых Г. Каргина, спустя 3 года они разошлись. С 1894 года — жена агронома Н. А. Милицына, переехала с ним в Москву, где стала вхожа в литературные либеральные круги.
С 1906 года — в Воронеже, ходила по воронежским деревням, записывала крестьянские рассказы, расспрашивала об отношениях крестьян к событиям в стране. Публиковалась в московских и петербургских журналах, была привлечена М. Горьким к работе в издательстве «Знание». В 1913 году была избрана в действительные члены Общества любителей российской словесности при Московском университете.
В 1914—1915 годах — медсестра в московском (по другим сведениям — в воронежском) военном госпитале. После 1917 года ездила по деревням с просветительскими лекциями. В 1919 году после смерти мужа поселилась в деревне Шукавка Воронежской губернии, заведовала детским домом (организованным ею самой) и библиотекой. В 1920 году вступила в РКП(б), но через год исключена за «оторванность от коллектива». В 1923 году переехала в Воронеж, вскоре после этого — в село Ольховатка, где работала библиотекарем. Через два года вернулась в областной центр. Публиковала небольшие рассказы, очерки и заметки в местных газетах «Коммуна», «Беднота», в сборниках «Звено» и «Подъём». В 1929 году вновь, как в молодости, предприняла поездку по сёлам, по итогам этой экспедиции написала очерк о жизни деревни.

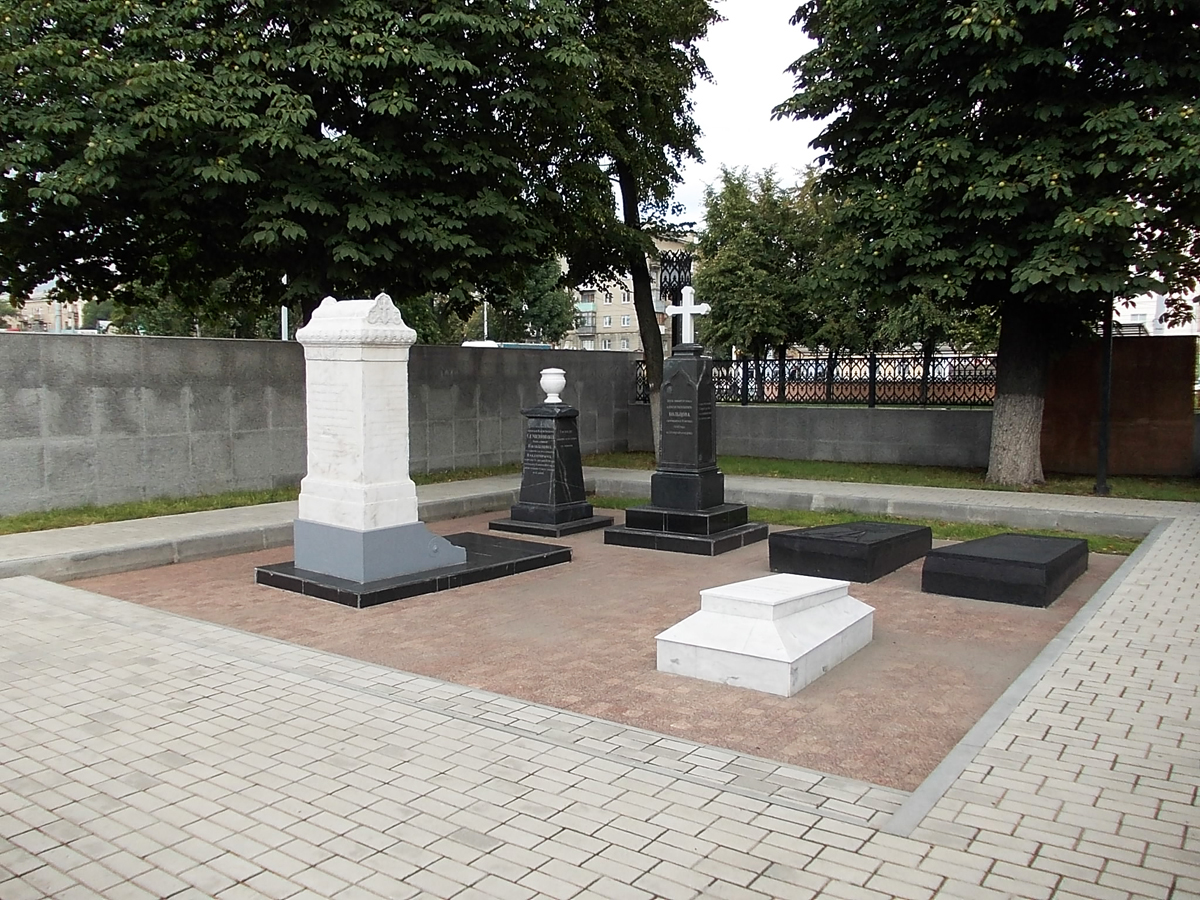
Литературный некрополь в Воронеже, где похоронена Е. М. Милицына

Умерла в 1930 году, похоронена на воронежском Митрофаньевском кладбище.

## Творчество
Первая публикация Елизаветы Милицыной — в «Русских ведомостях» (1898) — очерки «Деревенские картинки», затем последовали очерки и рассказы в журналах «Русская мысль», «Русское богатство», изданиях «Знания» и «Посредника». В очерках рассказывалось о быте русской деревни, отношении крестьян к разным вопросам общественной и религиозной жизни. Всё это излагалось внятным простым языком. О первой повести Милицыной «За светом», опубликованной в «Русской мысли» в 1904 году, А. В. Луначарский писал: «Милицына предприняла интересную попытку проникнуть в душу той бродячей Руси, разнокалиберной, разноценной, богатой типами, которая ходит по лицу земли в поисках за утешением, развлечением, иногда и за более низменными благами».
В 1905 году у Милицыной вышел сборник рассказов, получивший почётный отзыв Академии наук при присуждении 16-й Пушкинской премии (1905). Известный литературовед Н. Кондаков писал в рецензии о «любовном, внимательном погружении в разные виды затянутого, безнадёжного горя русской народной жизни». В. В. Розанов в сборнике увидел «отражение особенностей религиозной жизни русского народа». Ряд рассказов Милицыной, вышедших в журналах, был удостоен почётного отзыва Пушкинской премии за 1907 год.
В 1910 году в издательстве «Знание» у Милицыной вышел двухтомник «Рассказов», в 1913 — третий том, который был арестован, а автор привлечена к уголовной ответственности по статье 129 — «восстановление класса на класс». Но началась война, и было уже не до подобных уголовных дел. В 1915 году вышли «Записки сестры милосердия», запрещённые цензурой, их в 1916 году читал в эстрадных выступлениях Василий Качалов.
Следующим образом о творчестве Милицыной литератор А. Амфитеатров: «Рассказы г-жи Милицыной, изданные „Знанием“, послужат мне материалом. В чисто художественном отношении они — некрупное, но приятное явление… В рассказах г-жи Милицыной есть нечто, несомненно, своё. Она вышла не из литературного подражания — не из Горького, не из Андреева, не из Куприна, но из собственной своей скромной и спокойной наблюдательности, может быть, даже из личного дневника. Личность свою она совершенно спрятала за наблюдение… Эта основная черта — объективной наблюдательности — сейчас особенно важна мне в г-же Милицыной: благожелательная свидетельница-очевидица для целей моего очерка нужнее писательницы-художницы».
В 1918 году одна повесть и один рассказ Милицыной были переведены на английский язык.
В 1949 году в Воронеже издана книга избранных рассказов Е. Милицыной.